# Acanthocinus aedilis
Acanthocinus aedilis là một loài bọ cánh cứng được tìm thấy ở Nga, châu Âu và Trung Á.

## Hình ảnh

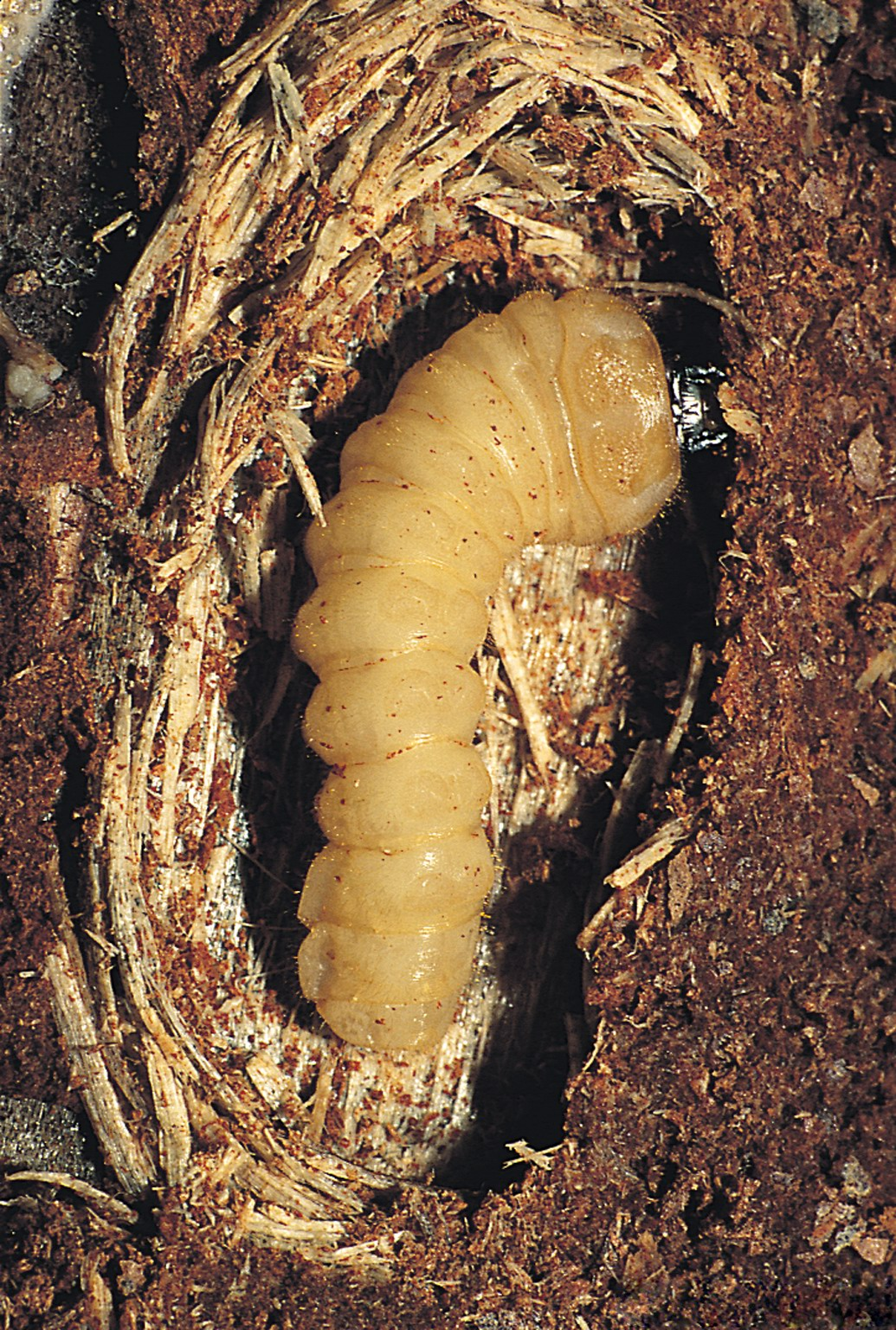
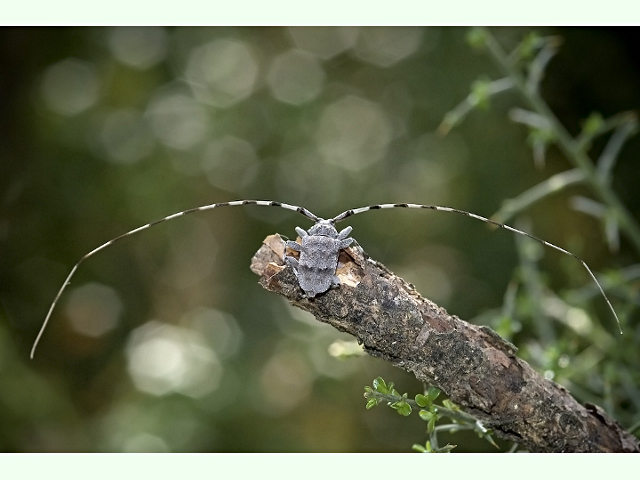
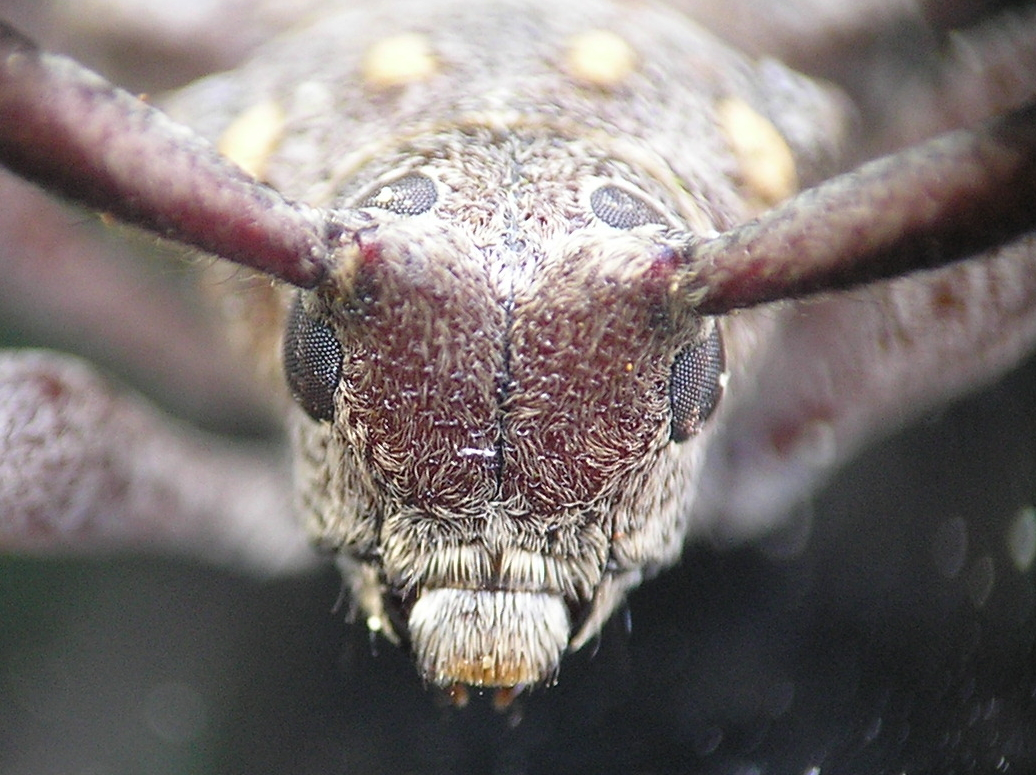
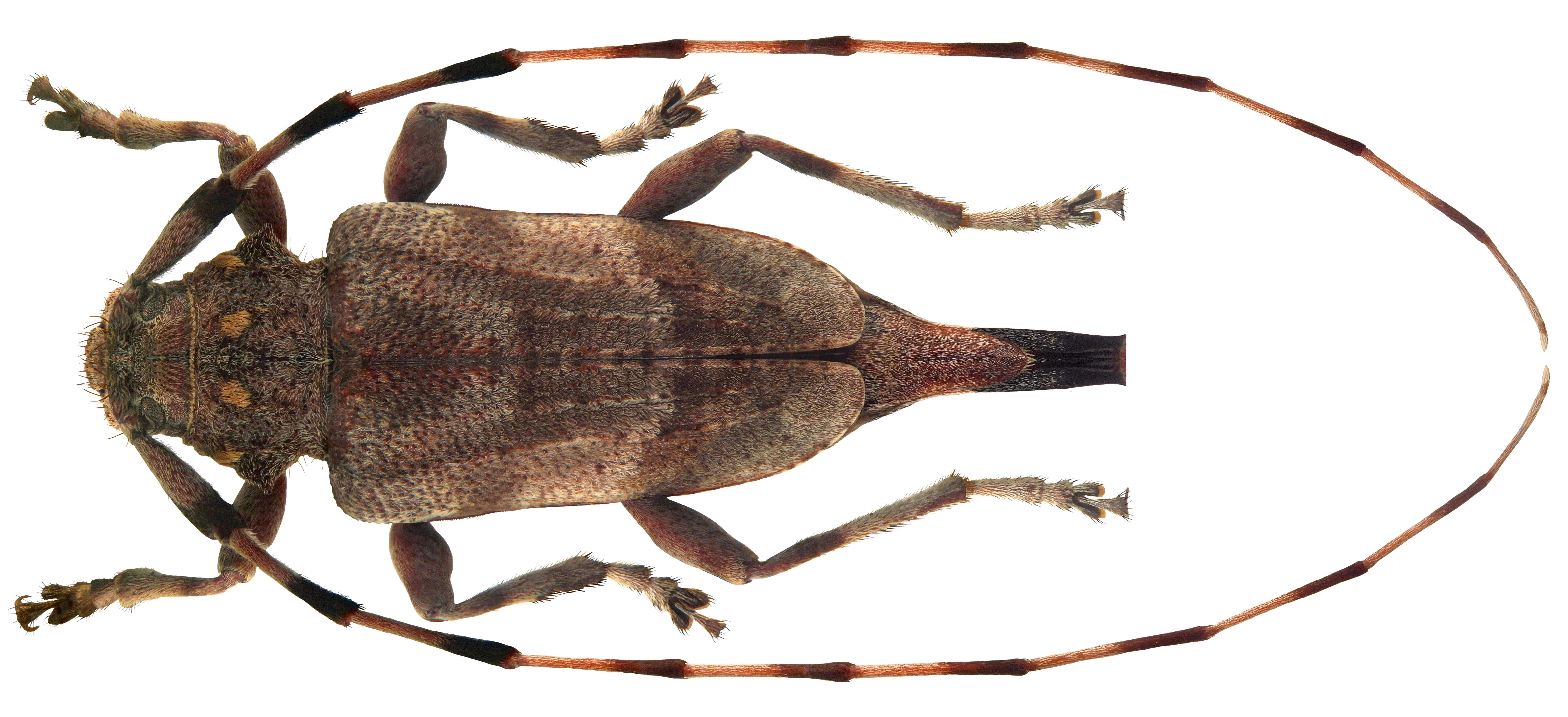
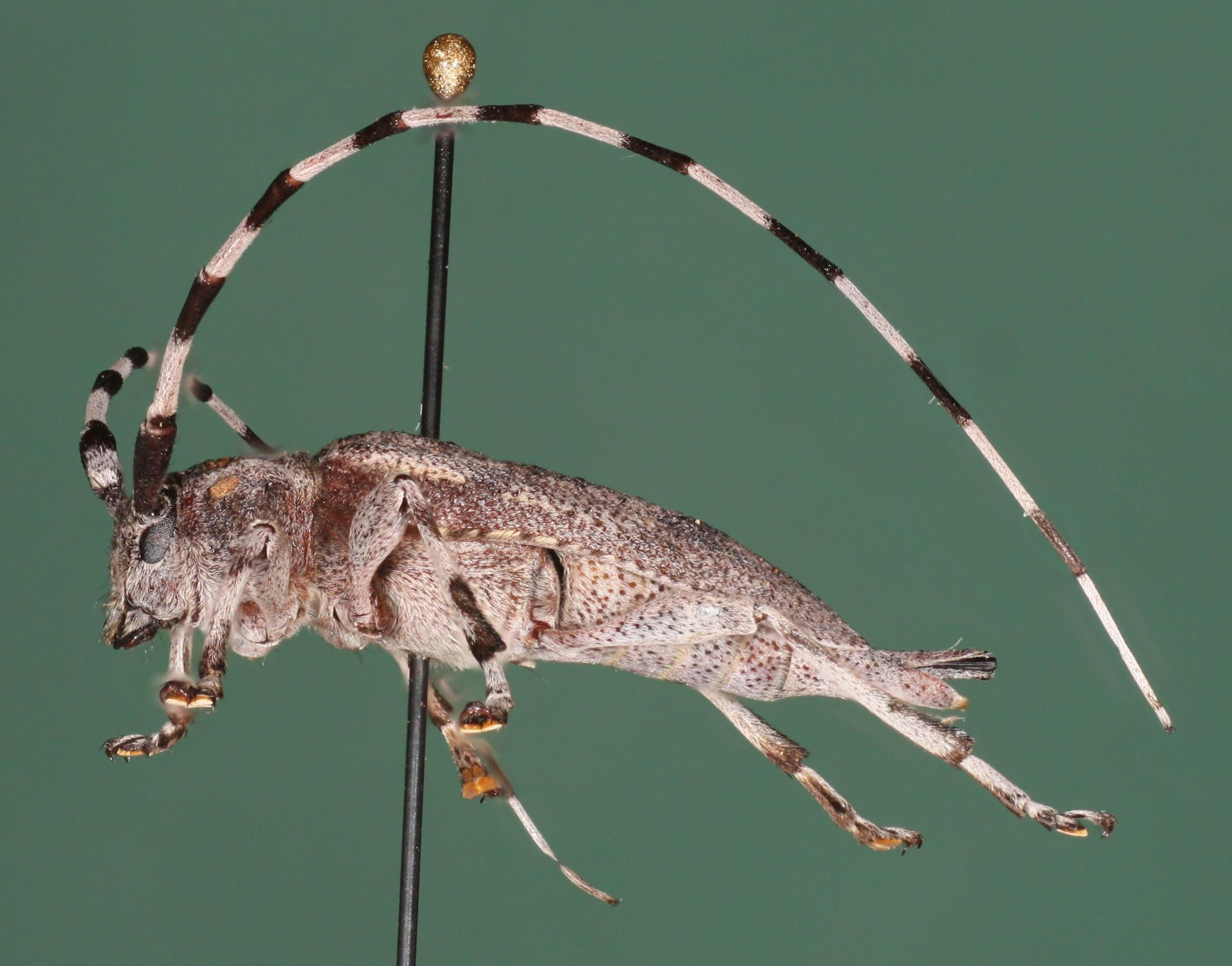